# NGC 4598
NGC 4598 este o galaxie lenticulară situată în constelația Fecioara. A fost descoperită în 15 aprilie 1784 de către William Herschel. Se află la o distanță de 19,46 megaparseci de Pământ.